# One Last Dance (singolo)
One Last Dance  è una canzone del gruppo musicale pop rock e alternative rock statunitense R5, contenuta nell'album di debutto della band, Louder. È stata estratta come terzo singolo il 30 maggio 2014 nei formati fisico e download digitale.

## Composizione
One Last Dance, una ballata, riprende elementi dai generi pop rock e pop. Il brano è stato composto dagli R5 e da Evan 'Kidd' Bogart, Andrew Goldstein, Emanuel Kiriakou e Lindy Robbins ed è stata prodotta da Michel Sandy. La canzone parla delle rotture dei legami affettivi, ricordando anche i tempi più felici. Il batterista Ellington Ratliff ha dichiarato al magazine Seventeen che l'ispirazione è arrivata dai ricordi di ogni rottura. "È come mettere fine ad una storia rimanendo in buoni rapporti. Vuoi ricordarti dei momenti felici che avete avuto insieme, invece di soffermarsi sulle cose tristi". In un'intervista al quotidiano inglese Daily Mirror Riker e Rydel Lynch, rispettivamente il bassista e la tastierista del gruppo, hanno affermato che questa è la loro canzone preferita da Louder.

## Accoglienza

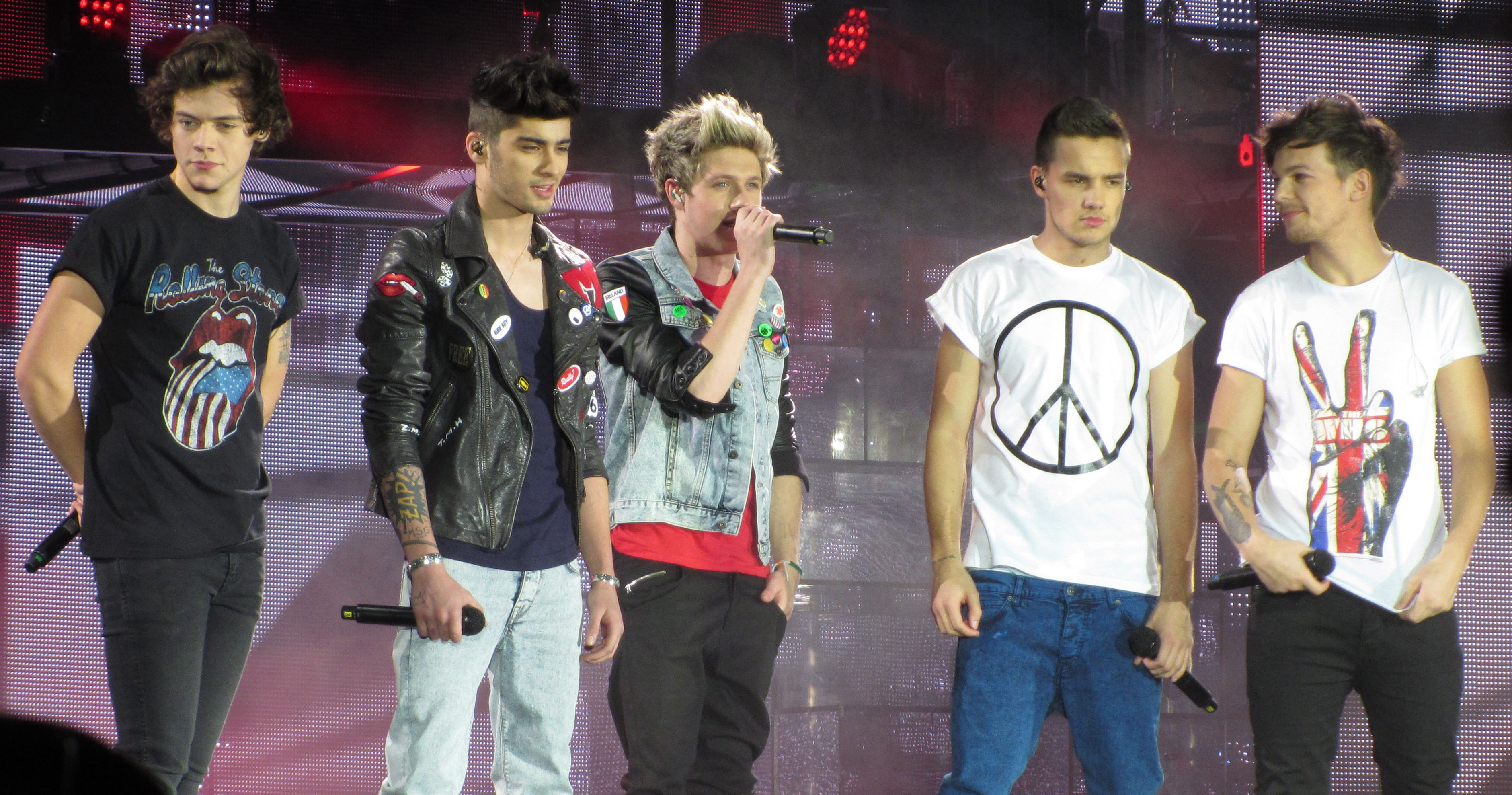
One Last Dance è stata comparata ai One Direction.

One Last Dance ha ottenuto recensioni generalmente positive. Josep Vinaixa di Ultimate Music ha affermato che la canzone è superiore rispetto a quelle precedenti del gruppo e «mostra una musica diversa», aggiungendo inoltre che ricorda il terzo album degli One Direction, Midnight Memories. La recensione di Alex Abel di Seventeen Magazine è stata positiva, affermando che il brano è coinvolgente e «una pausa perfetta dallo studio». Anche Tim Sendra di AllMusic ha riscontrato alcune affinità allo stile dei One Direction e l'ha definita una "dolce ballata". Strictly Leisure di Love Music Love Life ha definito la canzone coinvolgente e "la storia che ti cattura il cuore". Popstar Magazine ha affermato che la canzone è fantastica e non ci si stanca mai di ascoltarla.
Riguardo al videoclip, Fanlala ha affermato che questo è «il loro più bel video fino ad oggi» ed che è «così emozionante». Il portale ha inoltre recensito positivamente tutto il lavoro del gruppo. «C'è così tanto da apprezzare quando si tratta di essere un fan degli R5. Musica fantastica, membri del gruppo fantastici, fan fantastici». Xinhua di Spin or Bin Music ha criticato la canzone, definendola «un tentativo di ballata acustica», «le voci non sono così pulite» e, riguardo al testo, «cantare degli anni da matricola e del giorno della laurea è così passé». Tuttavia, il critico ha riservato anche delle note positive, dicendo che il brano «ha dolci tessiture melodiche» e «un'atmosfera romantica».

## Video musicale
Il gruppo ha pubblicato il videoclip il 30 maggio 2014, diretto da Michel Sandy. Il video è ambientato in Europa e mostra la band in alcuni luoghi famosi del Vecchio Continente, come la Torre Eiffel in Francia, le strade italiane e Londra in Inghilterra. Tutte le scene del video sono state riprese in bianco e nero.

## Altre versioni
Nel 2014 gli R5 hanno realizzato una versione live di One Last Dance, contenuta nell'EP Live in London. Il brano e il relativo video dal vivo sono stati registrati durante un concerto alla The O2 Arena di Londra del Louder World Tour.

## Classifiche
| Classifica (2014) | Posizione massima |
| ----------------- | ----------------- |
| Ucraina           | 14                |